# Urotheca fulviceps
Urotheca fulviceps är en ormart som beskrevs av Cope 1886. Urotheca fulviceps ingår i släktet Urotheca och familjen snokar. Inga underarter finns listade i Catalogue of Life.
Arten förekommer i låglandet och i bergstrakter vid havet i västra Colombia, norra Colombia och nordvästra Venezuela. Den vistas i regioner som ligger upp till 1000 meter över havet. Habitatet utgörs av ursprungliga skogar som kan vara torra och fuktiga. Individerna vistas på marken. De är aktiva på dagen eller fram till tidiga eftermiddagen. Honor lägger ägg.
Skogarnas omvandling till betesmarker hotar beståndet. Vid Stilla havet finns större ursprungliga skogar kvar. IUCN listar arten som livskraftig (LC).